# 征镒木属
征镒木属（学名：Wuodendron）是番荔枝科下的一个属。属名以吴征镒的名字命名。

## 下属物种
本属包括以下物种：
- 征镒木 Wuodendron praecox (Hook.f. & Thomson) B.Xue, Y.H.Tan & X.L.Hou，原为木羌叶暗罗（Polyalthia litseifolia C.Y.Wu ex P.T.Li）[3]